# Oljna kadulja
Oljna kadulja (znanstveno ime Salvia hispanica), pogovorno čija ali chia, je rastlina iz družine ustnatic, ki izhaja iz osrednje in južne Mehike. Pisni viri izpričujejo, da so jo kultivirali že Azteki v predkolumbijskem času; oljna kadulja naj bi bila zanje enako pomemben prehrambeni pridelek kot koruza.

## Etimologija
Beseda čija oziroma chia izhaja iz besede chian iz jezika nahuatl in pomeni »oljnat«.[1]

## Opis
Oljna kadulja je enoletna zel, ki zraste v višino do enega metra, z listi, dolgimi 4–8 cm in širokimi 3–5 cm. Cvetovi so beli ali vijoličasti in zrastejo na vsakem steblu v več grozdnatih socvetjih. Veliko rastlin, kultiviranih kot S. hispanica, je v bistvu S. lavandulifolia.

## Semena
Oljno kaduljo gojijo zaradi njenih semen, ki so bogata z maščobnimi kislinami omega-3; seme vsebuje 25–30 % olja, ki med drugim vsebuje α-linolensko kislino. Olje sestavlja okoli 55 % maščobnih kislin omega-3, 18 % maščobnih kislin omega-6, 6 % maščobnih kislin omega-9 in 10 % nasičenih maščobnih kislin.
Semena so drobna, ovalne oblike s premerom okoli 1 mm. So belo-sivo-črno-rjavo lisasta.
Tradicionalno jih uživajo v Mehiki in jugozahodnem delu Združenih držav Amerike, v zadnjem času pa so postala širše poznana tudi v Evropi. Pridelujejo jo zlasti v Mehiki, Paragvaj, Boliviji, Argentini, Ekvadorju, Nikaragvi, Avstraliji in Gvatemali. Leta 2008 je bila največja proizvajalka semen oljne kadulje Avstralija.  Podobna rastlinska vrsta je Salvia columbariae, ki se uporablja na podobne načine, vendar je komercialno ne gojijo.

### Hranilna vredost in uporaba v prehrani
Po podatkih Ameriškega kmetijskega ministrstva vsebuje 28 gramov semen oljne kadulje 9 gramov maščob, 5 miligramov natrija, 11 gramov vlaknin in 4 grame beljakovin ter zagotavlja 18 % priporočenega dnevnega vnosa kalcija, 27 % fosforja in 30 % mangana, kar je podobno prehranski vrednosti drugih jedilnih semen – na primer sezama ali lanenih semen. Obstajajo sicer preliminarni rezultati raziskav, ki kažejo na koristi zdravju pri uživanju semen oljne kadulje, vendar so dokazi skopi in nedokončni.
Leta 2009 je Evropska unija odobrila uporabo semen oljne kadulje kot nove živilske sestavine in dovoljuje njihovo uporabo v kruhu, in sicer z največjo vsebnostjo 5 % semen oljne kadulje.
Surova semena oljne kadulje se uživajo sama ali kot dodatek drugim jedem in napitkom, na primer jogurtom, sadnim kašam (smutijem), misliju ...
| Posušena semena oljne kadulje Hranilna vrednost na 100 g | Posušena semena oljne kadulje Hranilna vrednost na 100 g |
| --- | -------------------------------------------------------- |
| Energija: 490 kcal 2030 kJ |                                                          |
| \| Ogljikovi hidrati: \| 42.12 g \| \| - vlaknine: 34.4 g \| \| \| Maščobe: \| 30.74 g \| \| - nasičene: 3,330 \| \| \| - mononenasičene: 2.309 \| \| \| - polinenasičene: 23.665 \| \| \| Beljakovine: \| 16.54 g \| \| Vitamin A ekviv. 54 μg \| 6% \| \| Tiamin (vit. B1): 0.62 mg \| 48% \| \| Riboflavin (vit. B2) 0.17 mg \| 11% \| \| Niacin (vit. B3): 8.83 mg \| 59% \| \| Folati (vit. B9): 49 μg \| 12% \| \| Vitamin C: 1.6 mg \| 3% \| \| Vitamin E: 0.5 mg \| 3% \| \| Kalcij: 631 mg \| 63% \| \| Železo: 7.72 mg \| 62% \| \| Magnezij: 335 mg \| 91% \| \| Fosfor: 860 mg \| 123% \| \| Kalij: 407 mg \| 9% \| \| Natrij: 16 mg \| 1% \| \| Cink: 4.58 mg \| 46% \| |                                                          |
| Povezava na prehranske vrednosti USDA Odstotki so podani glede na ameriška priporočila za odrasle. Vir: USDA Nutrient database |                                                          |
| Ogljikovi hidrati: | 42.12 g                                                  |
| - vlaknine: 34.4 g |                                                          |
| Maščobe: | 30.74 g                                                  |
| - nasičene: 3,330 |                                                          |
| - mononenasičene: 2.309 |                                                          |
| - polinenasičene: 23.665 |                                                          |
| Beljakovine: | 16.54 g                                                  |
| Vitamin A ekviv. 54 μg | 6%                                                       |
| Tiamin (vit. B1): 0.62 mg | 48%                                                      |
| Riboflavin (vit. B2) 0.17 mg | 11%                                                      |
| Niacin (vit. B3): 8.83 mg | 59%                                                      |
| Folati (vit. B9): 49 μg | 12%                                                      |
| Vitamin C: 1.6 mg | 3%                                                       |
| Vitamin E: 0.5 mg | 3%                                                       |
| Kalcij: 631 mg | 63%                                                      |
| Železo: 7.72 mg | 62%                                                      |
| Magnezij: 335 mg | 91%                                                      |
| Fosfor: 860 mg | 123%                                                     |
| Kalij: 407 mg | 9%                                                       |
| Natrij: 16 mg | 1%                                                       |
| Cink: 4.58 mg | 46%                                                      |

## Sklic
1. ↑  »Salvia hispanica L.«. Germplasm Resources Information Network. United States Department of Agriculture. 19. april 2000. Pridobljeno 21. marca 2012.
2. ↑  Cahill, Joseph P. (2003). »Ethnobotany of Chia, Salvia hispanica L. (Lamiaceae)«. Economic Botany. 57 (4): 604–618. doi:10.1663/0013-0001(2003)057[0604:EOCSHL]2.0.CO;2.
3. ↑  Anderson, A.J.O. and Dibble, C.E. "An Ethnobiography of the Nahuatl", The Florentine Codex, (translation of the work by Fr. Bernardino de Sahagún), Books 10-11, from the Period 1558-1569
4. ↑  Mark Griffiths, ur. (1995). Index of Garden Plants (2 izd.). Portland, Oregon: Timber Press. ISBN 0-88192-246-3.
5. 1 2  USDA SR-21 Nutrient Data (2010). »Nutrition facts for dried chia seeds, one ounce«. Conde Nast, Nutrition Data.
6. ↑  Chia: The Ord Valley's new super crop
7. ↑  USDA SR-21 Nutrient Data (2010). »Nutrition Facts and Analysis for Seeds, flaxseed«. Conde Nast, Nutrition Data. Pridobljeno 29. novembra 2010.
8. ↑  USDA SR-21 Nutrient Data (2010). »Nutrition Facts and Analysis for Seeds, sesame seed kernels, dried (decorticated)«. Conde Nast, Nutrition Data. Pridobljeno 29. novembra 2010.
9. ↑  Ulbricht C;  in sod. (2009). »Chia (Salvia hispanica): a systematic review by the natural standard research collaboration«. Rev Recent Clin Trials. 4 (3): 168–74. doi:10.2174/157488709789957709. PMID 20028328.
10. ↑  http://eur-lex.europa.eu/LexUriServ/LexUriServ.do?uri=OJ:L:2009:294:0014:0015:SL:PDF, Odločba Komisije 2009/827/ES z dne 13. oktobra 2009 o odobritvi dajanja na trg semena oljne kadulje (Salvia hispanica) kot nove živilske sestavine v skladu z Uredbo (ES) št. 258/97 Evropskega parlamenta in Sveta.
11. ↑  »Chewing Chia Packs A Super Punch«. NPR. Pridobljeno 18. oktobra 2012.
12. ↑  Albergotti, Reed. »The NFL's Top Secret Seed«. Wall Street Journal. Pridobljeno 19. oktobra 2012.